# إم جي إم-1 ماتادور
كان صاروخ مارتن إم جي إم-1 ماتادور أول صاروخ جوال أرض-أرض جاهز للاستخدام، صممته وصنعته الولايات المتحدة. طُوّر بعد الحرب العالمية الثانية، بالاستفادة من خبرات زمن الحرب في صناعة صاروخ ريبابليك-فورد جي بي-2، وهو نسخة من الصاروخ الألماني في-1. كان صاروخ ماتادور مشابهًا في تصميمه لصاروخ في-1، ولكنه كان يتضمن نظام تحكم لاسلكي يسمح بتصحيح المسار أثناء الطيران. ما أتاح الحفاظ على الدقة على مدى واسع جدًا يصل إلى حوالي 600 ميل (1,000 كـم) . وللوصول لهذا المدى، عمل صاروخ ماتادور بمحرك نفاث توربيني صغير بدلًا من محرك النفاث النبضي الأقل كفاءة بكثير في محرك في-1.
كان ماتادور مسلحًا بالرأس الحربي النووي دبليو 5، وهو في الأساس نسخة محسنة من تصميم الرجل البدين، أخف وزنًا ومقطعه العرضي أصغر. كان سرب القاذفات دون طيار الأول التابع لسلاح الجو الأمريكي مسلحًا بهذا السلاح، مما أبقاهم في حالة تأهب للإطلاق في زمن ست دقائق. كان من السهل إعادة توجيهه، على عكس الأسلحة التي تستخدم أنظمة التوجيه بالقصور الذاتي. بلغت الدقة في أقصى مدى حوالي 1 ميل (1.6 كـم) ، مما سمح باستخدامه ضد أي هدف كبير مثل تجمعات القوات أو الرؤوس الحربية المدرعة.
طار ماتادور أول مرة عام 1949، ودخل الخدمة عام 1952، ثم غادرتها عام 1962. حمل ماتادور عدة تسميات خلال فترة خدمتها، وكانت تُعرف في الأصل بنظام وزارة الحرب باسم SSM-A-1. وبحلول وقت دخوله الخدمة، كان سلاح الجو قد تأسس، فأطلق عليها اسم قاذفات القنابل، ومُنح تسمية B-61. أُعيد تسميته لاحقًا باسم TM-61، أي "الصاروخ التكتيكي"، وأخيرًا MGM-1 عندما قدمت وزارة الدفاع الأمريكية نظام تسمية الصواريخ والصواريخ الموجهة ثلاثي الخدمات عام 1963.

## التاريخ
أول رحلة لصاروخ ماتادور، طراز XSSM-A-1، حدثت في ميدان تجارب الصواريخ وايت ساندز في 20 يناير 1949. وصل أول صاروخين إنتاجيين من طراز بي-61 ماتادور إلى قاعدة إيجلين الجوية بولاية فلوريدا في سبتمبر 1953، وأصبحا جاهزين للتشغيل، وكانت الصواريخ تحت سيطرة سرب الصواريخ الموجهة رقم 6555، لإجراء الاختبارات المناخية، على الرغم من أن الأجهزة وعمليات الفحص المسبقة أجلت اختبارات الطقس البارد الفعلية من البداية حتى نوفمبر. في نهاية عام 1953، كان السرب الأول جاهزًا للتشغيل، ولكن لم يُنشر حتى عام 1954، كسرب القاذفات بدون طيار الأول، قاعدة بيتبورج الجوية، ألمانيا مع الصاروخ بي-61 أيه المسلحة بالرأس الحربي النووي دبليو 5. كان الصاروخ قادرًا على حمل رأس حربي تقليدي بوزن 910 كلجم، ولكن من غير المعروف ما إذا كان قد يُنشر أي منها بالفعل. بحلول أواخر خمسينيات القرن العشرين على الأقل، كانت جميع صواريخ ماتادور تحمل الرأس الحربي النووي.
اقترحت شركة جلين إل مارتن، المصممة والمصنعة لكل من ماتادور وطائرة Martin XB-51 ثلاثية المحركات النفاثة، استخدام XB-51 لحمل صاروخين مجنحين من طراز ماتادور، واحد على كل طرف جناح، "بيع منتجين في وقت واحد".
رُفضت طائرة إكس بي-51 بدلًا من ذلك وقررت القوات الجوية الأمريكية استخدام مارتن بي-57 كانبيرا، وهي نسخة مرخصة من إنجلش إلكتريك كانبيرا

### التقاعد
سُحبت آخر صواريخ ماتادورز من الخدمة الفعلية في عام 1962، بإجمالي 1200 صاروخ تم إنتاجها. في ذلك الوقت، أُدخلت في أسراب في قاعدة بيتبورج الجوية، ألمانيا الغربية، وفي تاينان، تايوان، وفي مواقع مختلفة في كوريا الجنوبية. كانت مدارس التدريب على الصيانة المحددة في مصنع جلين إل مارتن وقاعدة لوري الجوية، وكلاهما في دنفر كولورادو، بينما كان التدريب على الإطلاق في قاعدة أورلاندو الجوية، فلوريدا (نُقلت لاحقًا إلى البحرية الأمريكية وأُعيدت تسميتها بمركز التدريب البحري أورلاندو) ومحطة كيب كانافيرال الجوية، فلوريدا. عند تعطيل أسراب تاينان، أصبحت هياكل الصواريخ غير صالحة للطيران عن طريق قطع نقاط التثبيت في حواجز أقسام الصاروخ بالفؤوس، وبيعت محليًا كخردة بعد إزالة الرؤوس الحربية. تم التخلص من معظم المركبات الداعمة، التي تتكون بشكل أساسي من شاحنات 2½ و5 أطنان، في السوق المحلية. ومن المفترض أن المواقع الأخرى تخلصت من صواريخها ومعداتها بنفس الطريقة.

## المشغلون
الولايات المتحدة: القوات الجوية الأمريكية
- جناح تدريب الصواريخ 4504 - قاعدة أورلاندو الجوية، فلوريدا
  - سرب التدريب الصاروخي التكتيكي 4504
- الجناح الصاروخي التكتيكي 38
  - السرب الأول للقاذفات بدون طيار - قاعدة بيتبورج الجوية، ألمانيا
  - سرب القاذفات بدون طيار الثاني - قاعدة هان الجوية، ألمانيا
  - سرب الصواريخ التكتيكية رقم 69
- مجموعة الصواريخ التكتيكية 58
  - سرب الصواريخ التكتيكية الحادي عشر
  - سرب الصواريخ التكتيكية 71
  - سرب الصواريخ التكتيكية رقم 310 - أوسان، كوريا
  - سرب الصواريخ التكتيكية 868 - تاينان، تايوان

ألمانيا: الجيش الألماني
- مجموعة الصواريخ 11 - قاعدة كاوفبيورين الجوية